# Светски дан срца
Светски дан срца (енгл. World Heart Day) манифестација је од општедруштвеног значаја која се од 2000. сваке године обележава у целом свету с циљем да се повећа ниво свести становништва o томе да обољевање и умирање од кардиоваскуларних болести може да се спречи увођењем здравих стилова живота и на тај начин продуже продуктивне године живота радно активног становништва, смање трошкови лечења и економске последице.
Сваке године у свету од болести срца и крвних судова мозга умире 17,1 милиона људи, што ставља овај узрок смрти на водеће место.
Не обележава се сваке године у исти дан.

## Предуслови
Породична историја кардиоваскуларних обољења на нглобалном нивоу указује на повећани ризик болести срца код потомака. Ако је првостепени крвни сродник имао коронарну болест срца или мождани удар пре 55. године живота (рођак мушког пола) или 65. године живота (рођак женског пола), ризик да ће од тога боловати и његов потомак је већи.
Полазећи од овога Светска федерација за срце води глобалну борбу против срчаних болести и можданог удара, са фокусом на земље у развоју и неразвијене земље преко уједињене заједнице која броји више од 200 чланица и окупља медицинске организације и фондације за срце из више од 100 земаља.
Светска федерација за срце усмерава напоре за остварење једног од важних циљева Светске здравствене организације да се за 25% смање превремени смртни исходи од болести срца и крвних судова до 2025. године. Заједничким напорима она жели да мобилише све субјекте у пружању помоћи људима широм света да воде бољи и здравији живот са здравим срцем.

## Значај обележавања
Светски дан срца уведен је како би се његовим обележавањем повећало знање о ризицима и унапредиле мере превенције. Зато се нпр. дана 29. септембра 2011. Светски дан срца обележавао под слоганом „Један свет, један дом, једно срце”, а 2019. године под слоганом „Буди херој свога срца”.

Светска федерација за срце, заједно са својим чланицама, истиче да 80% превремене смртности услед болести срца и можданог удара може да се спречи контролом неколико значајних ризикофактора — у које спадају; пушење, неправилна исхрана и физичка неактивност. Кардиоваскуларна обољења изазивају 29% свих смртних случајева у свету, што их чини „светским убицом број један”.
... Сваки појединац може да смањи оптерећеност светске популације кардиоваскуларним болестима, учењем о факторима ризика и предузимањем активности од виталног значаја за смањење свог ризика и ризика своје породице. Центар породичних активности и кључна тачка у животу свих људи је њихов дом, као савршено место за почетак предузимања активности да се побољша здравље срца...
Зато су се 2011. године, поводом Светског дана срца, Светска федерација за срце и њени чланови фокусирали на породицу и њене чланове. Унапређујући понашања у сопственој породици, људи широм света могу имати дужи и бољи живот, кроз превенцију и контролу болести срца и можданог удара.
... Кућно окружење је „критична зона” за одређене облике понашања која могу да ставе породицу у ризик од кардиоваскуларних обољења, као што је нпр. неактивност, нездрава исхрана, пушење или излагање деце пасивном пушењу. Пошто је породични дом место где чланови породице утичу једни на друге и усмеравају одређена понашања, људи могу унутар породице да испоље велики утицај на сопствено здравље и своје срце предузимањем корака у оквиру своје куће и на тај начин се супротставе кардиоваскуларним ризицима...

## Активности
На дан када се обележава активности су фокусиране на презентацију извештаја о кардиоваскуларним болестима у претходном периоду, уз велику помоћ Светске здравствене организације и Светског економског форума. Такође, овог дана се презентују упоредна истраживања о занимањима која су добра за здравље срца.
Под окриљем чланица и партнера Светске федерације за срце, Светски дан срца у целом свету укључује значајан број активности — као што су јавне трибине, концерти, изложбе, спортски догађаји и сл.

## Резултати
Након 11 година од обележавања првог Светског дана срца, у септембру 2000, Светска федерација за срце и њене чланице могу да се похвале значајнијим напретком у побољшању здравља срца.
У првих десетак година 21. века, могло се посведочити бројним открићима у медицинским наукама и здравству, чиме се значајно допринело очувању милиона живота у највећем броју земаља света. Зато се из године у годину све већи број здравствених радника, послодаваца и појединаца одазива и укључује у ову акцију.